# ルベーグ＝スティルチェス積分
数学の測度論的解析学周辺分野におけるルベーグ＝スティルチェス積分（ルベーグスティルチェスせきぶん、英: Lebesgue–Stieltjes integration）は、リーマン＝スティルチェス積分および（狭義の、つまりルベーグ測度に関する）ルベーグ積分の一般化で、前者に対してはより一般の測度論の枠組みによる優位性を保つものになっている。ルベーグ＝スティルチェス積分は、ルベーグ＝スティルチェス測度と呼ばれる実数直線上の有界変動函数から得られる測度に関する通常のルベーグ式積分である。ルベーグ＝スティルチェス測度は正則ボレル測度であり、逆に実数直線上の任意の正則ボレル測度はルベーグ＝スティルチェス測度になる。
ルベーグ＝スティルチェス積分（アンリ・ルベーグとトーマス・スティルチェスに因む）は、この積分論に多大な貢献をしたヨハン・ラドンに因んでルベーグ＝ラドン積分若しくは単にラドン積分とも呼ばれる。ルベーグ＝スティルチェス積分の主な応用先には、確率論や確率過程あるいはポテンシャル論などを含む解析学の一部の分野などがある。

## 定義
ルベーグ＝スティルチェス積分
{\displaystyle \int _{a}^{b}f\,dg=\int _{a}^{b}f(x)\,dg(x)}
は f: [a, b] → R が有界なボレル可測函数で、g: [a, b] → R が右連続な有界変動函数ならば定義される。

### 測度による構成
手始めに、f が非負で g が右連続単調非減少のとき、測度 w を
{\displaystyle w((s,t]):=g(t)-g(s),\quad w(\{a\}):=0}
と定める（g が左連続の場合には、w([s,t)) := g(t) − g(s) かつ w({b}) := 0 とおくと同様の議論ができる）。
カラテオドリの拡張定理により、[a, b] 上のボレル測度 μg で任意の区間 I 上で w に一致するものがただ一つ存在する。この測度は外測度（実は計量外測度）から
{\displaystyle \mu _{g}(E)=\inf {\Big \{}\sum _{i}\mu _{g}(I_{i})\mid E\subset \bigcup _{i}I_{i}{\Bigr \}}}
と定めることによって得られる。右辺の下限は E の可算個の半開区間からなる被覆全体を亘ってとる。この測度をしばしば g に付随するルベーグ＝スティルチェス測度と呼ぶ。このとき、ルベーグ＝スティルチェス積分
{\displaystyle \int _{a}^{b}f(x)\,dg(x)}
は測度 μg に関する f の通常のルベーグ式の積分として定義される。g が非増大の場合には
{\displaystyle \int _{a}^{b}f\,dg:=-\int _{a}^{b}f\,d(-g)}
と置いて非減少函数の場合に帰着する（非減少な −g に対して先ほどの構成を適用すればよい）。
一般の有界変動函数 g と有界函数 f の場合には、g を区間 [a, x] における g の全変動 g1 := Vx
a g および g2 := g1 − g(x) を用いて
{\displaystyle g(x)=g_{1}(x)-g_{2}(x)}
と分解すれば、g1 および g2 は共に単調非減少となり、先ほどの構成を適用できるから、結局 g に関するルベーグ＝スティルチェス積分を
{\displaystyle \int _{a}^{b}f\,dg=\int _{a}^{b}f\,dg_{1}-\int _{a}^{b}f\,dg_{2}}
で定めることができる。

### ダニエル積分による構成
ルベーグ＝スティルチェス積分を構成する別な方法として (Hewitt & Stromberg 1965) は通常のリーマン＝スティルチェス積分を基に拡張したダニエル積分としての構成を与えている。函数 g が有界閉区間 [a, b] 上で右連続非増大であるとき、連続函数 f に対する基本積分 I(f) をリーマン＝スティルチェス積分
{\displaystyle I(f)=\int _{a}^{b}f\,dg}
によって与えると、汎函数 I は有界閉区間 [a, b] 上のラドン測度を定める。汎函数 I は
{\displaystyle {\underline {I\!}}\,(h)=\sup\{I(f)\mid f\in C[a,b],0\leq f\leq h\}}
および
{\displaystyle {\bar {I}}(h)=\inf\{I(f)\mid f\in C[a,b],h\leq f\}}
と置くことにより、非負値函数全体の成すクラスにまで拡張することができて、ボレル可測函数については
{\displaystyle {\underline {I\!}}\,(h)={\bar {I}}(h)}
が成立するから、この等式のどちらかの辺によって h のルベーグ＝スティルチェス積分を定義するのである。外測度 μg は、集合 A の指示函数を χA として
{\displaystyle \mu _{g}(A)={\bar {I}}(\chi _{A})}
を通じて与えられる。
積分函数 g が有界変動のときは、上で述べたのと同じく正変動と負変動の差に分解してやればよい。

## 例
平面上の有限長曲線 γ: [a, b] → R2 とボレル可測函数 ρ: R2 → [0, ∞) に対し、γ の ρ により重み付けられたユークリッド長さを
{\displaystyle \int _{a}^{b}\rho (\gamma (t))\,dl(t)}
と定める。ただし l(t) は区間 [a, t] に制限したときの γ の弧長とする。これを短く γ の ρ-長さなどと呼ぶこともある。この概念は様々な応用において極めて有用である。例えばぬかるみを移動する人間の速度は泥の深さに依存するので、位置 z 付近での歩行速度の逆数を ρ(z) と書けば、横断線 γ の ρ-長さは γ に沿ってぬかるみを渡るのに掛かる時間を表すものとなる。また、等角写像の研究に有用な極値的長さ (extremal length) も、曲線の ρ-長さの概念を用いるものである。

## 部分積分
函数 f が点 a において「正常」("regular") であるとは、右および左側の極限 f(a+) および f(a−) が存在して、a における値がそれらの算術平均
{\displaystyle f(a):={\frac {1}{2}}\,(f(a-)+f(a+))}
に一致することをいう。二つの有界変動函数 U, V が与えられたとき、U または V のいづれかが連続となるような点、若しくは U および V がともに正常となるような点では、ルベーグ＝スティルチェス積分に対する部分積分公式
{\displaystyle \int _{a}^{b}U\,dV+\int _{a}^{b}V\,dU=U(b+)V(b+)-U(a-)V(a-),\quad (a<b)}
が成立する。この公式は少し一般化して、U および V に関する余分な条件を落とすことができる。
同様の結果で、確率解析（確率微積分）の理論で極めて重要なものは、有界変動な二つの函数 U, V がともに右連続で左側極限を持つとき（このような函数を右連続左極限函数 (càdlàg, RCLL) と呼ぶ）、
{\displaystyle U(t)V(t)=U(0)V(0)+\int _{(0,t]}U(S-)\,dV(S)+\int _{(0,t]}V(S-)\,dU(S)+\sum _{u\in (0,t]}\Delta U_{u}\Delta V_{u},\quad (\Delta U_{u}=U(t)-U(t-))}
が成立するというものである。この結果は伊藤の補題の先駆けとみることもでき、また確率積分の一般論において用いられる。最後の項 ΔU(t) ΔV(t) = d[U, V] は U と V の二次共変分から生じる。先の結果はストラトノヴィッチ積分に関連する結果と看做すこともできる。

## 関連諸概念

### ルベーグ積分
任意の実数 x に対して g(x) = x が成り立つとき、g に関するルベーグ＝スティルチェス測度 μg は R 上のルベーグ測度であり、f の g に関するルベーグ＝スティルチェス積分は、f の（ルベーグ測度に関する）ルベーグ積分と同値になる。

### リーマン＝スティルチェス積分と確率論
f が実連続函数（実変数実数値の連続函数）で、v が非減少実函数のときのルベーグ＝スティルチェス積分はリーマン＝スティルチェス積分に同値であり、ルベーグ＝スティルチェス積分を測度が μv であることを陰に伏せたまま
{\displaystyle \int _{a}^{b}f(x)\,dv(x)}
と書くのが普通である。特に確率論で v が実数値確率変数 X の累積分布函数であるときには 
{\displaystyle \int _{-\infty }^{\infty }f(x)\,dv(x)=\mathbb {E} [f(X)]}
などとよく書かれる（詳細はリーマン＝スティルチェス積分の項を参照されたい）。

## 注記
1. ↑  Halmos (1974), Sec. 15
2. ↑  Hewitt, Edwin (5 1960). “Integration by Parts for Stieltjes Integrals”. The American Mathematical Monthly 67 (5):  419–423. doi:10.2307/2309287 2008年4月23日閲覧。.